# Hippocampus debelius
Hippocampus debelius är en fiskart som beskrevs av Martin F. Gomon och Kuiter 2009. Hippocampus debelius ingår i släktet Hippocampus och familjen kantnålsfiskar. Inga underarter finns listade i Catalogue of Life.